# Rafael Simó (mestre de capella)
Rafael Simó (Barcelona, segle XVII) va ser un mestre de capella català.
Es va presentar-se a les oposicions al magisteri de la Catedral de Barcelona el 1664, mentre era capellà del Palau de la Comtessa de Barcelona, però no va aconseguir la plaça. Més endavant, el 1671, es va presentar a les oposicions al magisteri de la parroquial de Mataró. Després de guanyar-les, en va prendre possessió, però el rector no el va admetre i va haver de tornar al Palau a l'any següent.
El 1682 va formar part del tribunal que avaluava les oposicions al magisteri de la Catedral de Barcelona i que concedí la plaça a Joan Barter. També fou mestre de capella de la Basílica de Santa Maria de Mataró.